# Хармъни Върна
Хармъни Върна (на английски: Harmony Verna) е американска писателка на произведения в жанра любовен роман.

## Биография и творчество
Хармъни Върна е родена през 1971 г. в Питсбърг, Пенсилвания, САЩ. Завършва през 1994 г. университета Сиракюз, след което се премества в Ню Йорк. Има 20-годишна кариера в средствата за масова комуникация – работила е за радио, телевизия, списания, вестници, връзки с обществеността, реклама и маркетинг. След като се омъжва, семейството се мести няколко пъти, преди да построят дома си в Нютаун. Тя отглежда децата си и работи като писател на свободна практика. Пише сценарии за канала „Food Network“ и статии за списанията „Modern Bride“ и „Connecticut Woman“. След като децата ѝ тръгват на училище започва да пише романи.
Първият ѝ роман „Дъщеря на Австралия“ е издаден през 2016 г. Малката Леонора е открита от миньора Ган изоставена в пустинята. Изпратена е в сиропиталище, където се сприятелява с друг сирак – Джеймс. Двамата поемат по различни посоки – тя отива при богато американско семейство, а той при роднини от Ирландия. След години двамата се срещат и между тях пламва любовта. Но войната, размириците и ревността са сурови изпитания по пътя им.
Хармъни Върна живее със семейството си в Нютаун, Кънектикът.

## Произведения

### Самостоятелни романи
- Daughter of Australia (2016)
Дъщеря на Австралия, изд.: ИК „Плеяда“, София (2017), прев. Жени Раад
- Beneath the Apple Leaves (2017)